# 越南共產黨第九次全國代表大會
越南共產黨第九次全國代表大會（越南语：／，簡稱越共九大）於2001年4月19日至22日在越南河內巴亭會堂召開。越共全國代表大會每5年舉行一次。與會代表1168人代表着越共247,9719名領有黨員證的黨員。

## 準備工作

### 人事任免
越共九大的規劃工作在1999年8月舉行的越共八屆七中全會中展開。而這次黨代會的準備工作則於越共八屆八中全會中展開，這次全會「向高級黨政幹部分派各種組織任務」。全會閉幕後，部分官員的職務因為紀律問題、政府重組或黨內職務調動而被解除。越南共產黨反貪工作受到廣泛的批評，而國家政策的內容和政策實行的內容要更加一致，所以越南的黨政機關便進行這些人事變動。八中全會的一份聲明指出，副總理吳春祿和從事經濟工作的黨政官員高士兼受到紀律處分。全會又以吳春祿涉及昇龍水晶宮醜聞為由，提議免去其副總理職務。另外，高士兼則因為貸款管理不善，引致壞賬急增而受到批評。
當年12月，越南國會以吳春祿涉及昇龍水晶宮醜聞和疏忽職守為由，免除其副總理職務。第八屆越共中央政治局委員、政府副總理、越南國家銀行行長阮晉勇不再擔任國家銀行行長，其權位則讓予國家銀行副行長黎德邃。阮晉勇其後獲任命為第一副總理，負責監督另外三位副總理的工作。及至2001年1月，國會常務委員會宣布阮孟琴不再擔任外交部長，以集中全力，履行副總理的職責。貿易部長張庭選辭職，其職位由武寬接任。類似的人事變動也在黨內組織中發生，例如胡志明市市委書記張晉創改任越共中央經濟部部長。這場人事變動還涉及到另外7名官員。

### 黎可漂下台
2000年，第八屆越共中央總書記黎可漂為了連任、兩度出任總書記而試圖爭取黨內支持。八屆九中全會（4月10日—19日）商討了旨在增強越共高層決策程序的建議草案。大會討論了三種辦法：引入直選，並由越南共產黨中央委員會以此方式選出政治局常委、重設中央書記處（於越共八大廢除）、在保留政治局常委會的同時重設中央書記處。有報導指出，黎可漂結束訪問法國的行程之後，試圖修訂越南憲法和越南共產黨章程，以使自己可以同時出任越共總書記和國家主席。農村動亂、亞洲金融風暴和越共中央顧問持續的影響令他的總書記職責備受磨練；而中央顧問當中最有影響的是由黎可漂接替的前任總書記杜梅。杜梅在黎可漂任內仍然能夠影響決策程序；雖然他不再是政治局委員，但是他仍然會出席政治局會議。他獲委任為越共九大的召集人，這個職務令他可以對大會議程發揮重要的影響。不論如何，杜梅仍然和武文傑、黎德英一同向第八屆越共中央發表聯署信，批評黎可漂的領導。
八屆十一中全會第一次會議（2001年1月）發表了一份聲明，表示年過65歲的中央委員不能連任，亦不能出任黨中央的職務。然而，黎可漂發起了一場艱苦的反攻，使中央委員會發表另一份聲明，指出「重要幹部」可以免受上述規定的一些限制。2001年2月西原發生少數民族示威風潮，黎可漂便以此為由，認為自己應該留任，以保持局勢穩定。八屆十一中全會第一次會議臨近結束之時，從外界看來，黎可漂的總書記權位很穩固。在4月中一場政治局會議中，有三分之二的政治局委員投票支持黎可漂繼續出任總書記；然而八屆十二中全會在4月17日推翻了政治局的決定（這種情況極為罕見），投票罷黜黎可漂。

### 文件
越共八屆九中全會商討了四份文件（政治報告、2001—2010年階段社會經濟發展戰略、自2001年至2005年實行的第七個五年計劃和修改黨章報告）的起草事宜；越共中央顧問出席會議。第八屆越共中央政治局委員、河內市市委書記阮富仲向九中全會發表簡要的報告，指出仍需商討的有爭議事項，包括政治報告的分段和對黨章進行更多修訂的需要。按照官方公報，越共八屆十中全會（6月26日—7月4日）「為第九次全國代表大會的籌備工作奠下基礎」。十中全會閉幕後，越南傳媒對黨內討論和當時保密的政治報告《發揮全民族的力量，繼續革新，大力促進工業化、現代化，建設和保衛社會主義祖國》越發關注。和越共八大的政治報告相比，九大政治報告並沒有顯示任何主要的改變。然而，兩者之間有一些小變動。例如，越共之前的文件指出黨國的長期政策是「按照由國家管理的社會主義導向市場機制發展多元化商品經濟」，但是在九大的政治報告中，這句話縮略成「發展社會主義導向的市場經濟」一句。政治報告仍然注重胡志明思想、社會主義過渡時期（可縮略稱為「循序躍進」），經濟體系中國家機構和合作社得到的領導地位和階級鬥爭。根據九大的政治報告，「階級鬥爭的主要內容是按照社會主義方向成功實現工業化、現代化，為粉碎所有敵對勢力的破壞陰謀和行為而奮鬥，以及把越南建設成一個富強的社會主義國家」。

## 代表
自2000年第四季至2001年初，基層、省級黨部相繼舉行大會，選出越共九大代表。

## 黨代會與一中全會
第九屆全國代表大會在2001年4月19日開幕，並於同月22日閉幕。這次黨代會選出了第九屆越共中央委員會150名委員（比上一屆少了20名），當中有87人是連任委員，其餘的中央委員則是新任委員。第九屆越共中央委員多是在任的中央政府官員或省市領袖。第九屆政治局委員、公安部長黎明香負責領導由5人組成的中央公安黨委，而在負責內務的小組當中，黎鴻英是重要的成員。第三個小組由中組部長阮文安領導，卡萊爾·泰勒（Carlyle Thayer）把這個小組稱為「人事小組」。
在4月22日舉行的九屆一中全會選出第九屆越共中央政治局15名委員（比上一屆少了4名）。被外界視為改革派的阮晉勇和阮明哲躋身政治局，而被外界視為保守派的黎明香和阮富仲亦然。中央檢查委員會主席黎鴻英是政治局的新任委員，排名第九，「高於兩名連任委員」。政治局中來自軍方的代表由上屆4人減至1人（文茶上將）；但是來自軍方的第九屆越共中央委員卻比上一屆多，他們大多是連任委員。
大會廢除了政治局常委會和中央顧問委員會，並重設中央書記處。九屆一中全會選出越共中央書記處書記。中央顧問委員會的廢除使資深退休官員的幕後影響有效結束。大會重申越南加快工業化、現代化的計劃，以使越南在2020年成為現代工業化國家，並採納第七個五年計劃和2001—2010社會經濟發展策略。據卡萊爾·泰勒所言，這些文獻「提倡經濟自立、國內資本的流通、越南相對優勢的發展，以及引入外國投資資本、新科技和管理知識之類的外來資源」。政治報告亦注重與其他社會主義國家和鄰國維持良好關係，並在同時與資本主義世界改善關係的需要。
黎可漂在一中全會卸任總書記，並由農德孟接任。有傳中國共產黨越共九大代表團的團長胡錦濤以中國的名義遊說，以挽留黎可漂。農德孟當選越共總書記後，向胡錦濤承諾越中關係在未來會不斷增進。不久後，農德孟以私人名義與中共中央總書記江澤民會晤。

## 備註
1. ↑  外交部長一職由阮怡年接任[3]。

## 參註
1. ↑  Báo điện tử Đảng Cộng sản Việt Nam.
2. 1 2 3  Thayer 2001，第181頁.
3. 1 2 3 4 5 6 7 8 9 10 11  Thayer 2001，第182頁.
4. 1 2 3 4 5 6 7 8  Thayer 2001，第183頁.
5. 1 2 3 4 5  Abuza 2002，第1頁.
6. 1 2 3 4 5 6  Thayer 2001，第184頁.
7. ↑  Thayer 2001，第184–185頁.
8. 1 2 3  Thayer 2001，第185頁.
9. 1 2  Thayer 2002，第82頁.
10. ↑  Thayer 2002，第82–83頁.
11. 1 2 3 4 5 6 7 8 9 10  Thayer 2002，第83頁.
12. 1 2  Thayer 2002，第84頁.
13. ↑  Thayer 2002，第86–87頁.
14. ↑  Thayer 2002，第87頁.
15. ↑  Thayer 2002，第88頁.